# Robert Everard Woodson
Robert Everard Woodson (28 de abril de 1904, St. Louis, Misuri - † 6 de noviembre de 1963 ibíd.) fue un botánico estadounidense. Fue el menor de dos hermanos. Fue un excelente alumno de sus padres en griego y en latín.
Se graduó en Biología en 1929, Universidad de Washington.
Woodson fue conservador del Herbario del Missouri Botanical Garden en St. Louis y contribuyó a “North American Flora” de Nathaniel L. Britton con estudios sobre la familia Apocynaceae del volumen 29 (2).

## Honores

### Epónimos
Género
- (Arecaceae) Woodsonia L.H.Bailey de la familia de Arecaceae lleva su nombre en su honor.

Especies
| - (Apocynaceae) Allotoonia woodsoniana (Monach.) J.F.Morales & J.K.Williams - (Apocynaceae) Aspidosperma woodsonianum Markgr. - (Apocynaceae) Echites woodsonianus Monach. - (Asclepiadaceae) Matelea woodsonii Shinners - (Asclepiadaceae) Metastelma woodsonii Acev.-Rodr. - (Asteraceae) Pappobolus woodsonianus Cuatrec. - (Bromeliaceae) Werauhia woodsoniana (L.B.Sm.) J.R.Grant - (Celastraceae) Maytenus woodsonii Lundell in Woodson & Seibert - (Convolvulaceae) Grammica woodsonii (Yunck.) Holub - (Costaceae) Costus woodsonii Maas | - (Cyclanthaceae) Sphaeradenia woodsonii Harling - (Euphorbiaceae) Cleidion woodsonianum Croizat - (Gesneriaceae) Tussacia woodsonii C.V.Morton - (Lecythidaceae) Eschweilera woodsoniana Dwyer - (Loranthaceae) Struthanthus woodsonii Cufod. - (Malvaceae) Wercklea woodsonii (A.Robyns) Fryxell - (Melastomataceae) Blakea woodsonii Gleason - (Orchidaceae) Sarcoglottis woodsonii (L.O.Williams) Garay - (Piperaceae) Peperomia woodsonii Trel. - (Solanaceae) Solanum woodsonii Correll |

## Algunas publicaciones
- 1931. New or otherwise noteworthy Apocynaceae of tropical America
- 1933. Studies in the Apocynaceae, IV. The American genera of Echitoideae
- 1937. Contributions toward a Flora of Panama
- 1938. Apocynaceae: (Asclepiadales) (North American flora). Ed. The New York Bot. Garden
- 1950. Flora of Panama: Part iv, Piperaceae to Monimiaceae. Ed. Missouri Bot. Garden
- 1967. Flora of Panama: Part vi, Oxalidaceae to Turneraceae

### Libros
- Woodson, RE, RJ Seibert. 1937. Contributions toward a Flora of Panama I: Collections in the provinces of Chiriquí, Coclé, & Panama during the summer of 1935. 210 pp.
- 1938. Contributions toward a Flora of Panama II: Miscellaneous collections during 1936-1938. 840 pp.
- Woodson, RE; H Allen; RJ Seibert. 1939. Contributions toward a Flora of Panama III: Collections during the summer of 1938. 324 pp.
- 1943. Flora of Panama: Part ii, Cycadaceae-Pontederiaceae. Ed. Missouri Bot. Gardens. 576 pp.
- 1945. Flora of Panama: Part III, Juncaceae - Orchidaceae . Ed. Missouri Bot. Gardens. 593 pp.
- 1948. Flora of Panama: Part v, Lauraceae to Leguminosae. Ed. Missouri Bot. Gardens. 448 pp.
- Woodson, RE, E Schlittler, JA Schneider, HW Youngken. 1957. Rauwolfia: botany, pharmacognosy, chemistry & pharmacology
- 1958. Flora of Panama: Part vii, Passifloraceae-Cornaceae. Ed. Missouri Bot. Gardens. 366 pp.
- 1969. Flora of Panama: Part ix, Convolvulaceae to Compositae

- La abreviatura «Woodson» se emplea para indicar a Robert Everard Woodson como autoridad en la descripción y clasificación científica de los vegetales.[22]